# 福特·馬多克斯·布朗
福特·馬多克斯·布朗（Ford Madox Brown，1821年4月16日—1893年10月6日）是一位英國畫家，擅長描繪道德和歷史主題，以獨特的圖形風格以及威廉·賀加斯式的前拉斐爾派風格而聞名。他最著名的作品無疑是《作品》（1852-1865）。布朗晚年為曼徹斯特市政廳創作了十二幅描繪曼徹斯特歷史的作品，稱為《曼徹斯特壁畫》。

## 作品
泰特美術館收藏著布朗早期作品的一幅，是他父親的肖像。1840年，他首次在皇家藝術學院展出作品，靈感來自拜倫勳爵的詩作《異教徒》（現已遺失）。之後，他完成了《蘇格蘭瑪麗女王的處決》的另一個版本，其表妹、未來的妻子伊麗莎白·布羅姆利（Elizabeth Bromley）是他的模特兒之一。1841年，他與新婚妻子和年邁的父親住在蒙馬特。在巴黎期間，他受拜倫勳爵的詩歌《曼弗雷德》啟發，創作了《少女峰上的曼弗雷德》。
他最著名的作品之一是創作於1852年至1855年的《告別英格蘭》（The Last of England），於1859年3月以325基尼（2010年：26,700英鎊）的價格售出。這幅畫描繪了一對悲痛欲絕的移民，他們乘船遠去，而這艘船將永遠載著他們離開英國。這幅畫的靈感來自前拉斐爾派雕塑家托馬斯·伍爾納的離去，他當時已經前往澳大利亞。這幅畫採用了一種不尋常的圓形畫法，結構充滿了布朗標誌性的線性力量，並強調了一些看似怪誕平庸的細節，例如懸掛在船舷上的捲心菜。畫中的丈夫和妻子是布朗和他的第二任妻子艾瑪的肖像。